# Campionato mondiale femminile di pallacanestro 2006
La XV edizione del Campionato Mondiale Femminile di Pallacanestro FIBA 2006 è stata disputata in Brasile dal 12 al 23 settembre 2006. Il torneo è stato co-organizzato dalla FIBA, la federazione internazionale, e dalla Confederaçao Brasileira de Basketball, la federazione brasiliana.
La fase finale è stata giocata da 16 squadre, divise in quattro gironi eliminatori. Le prime tre di ogni girone accedono al turno successivo.

## Squadre partecipanti
Il Brasile si è qualificato come paese ospitante, mentre le altre squadre si sono qualificate come campionesse o seconde classificate dei rispettivi campionati continentali:
- FIBA Africa:  Nigeria (Campionesse d'Africa),  Senegal.
- FIBA Americas:  Stati Uniti (Campionesse Olimpiche),  Canada,  Argentina,  Cuba.
- FIBA Asia:  Cina (Campionesse d'Asia),  Taiwan,  Corea del Sud.
- FIBA Europe:  Spagna,  Francia,  Lituania,  Rep. Ceca (Campionesse d'Europa),  Russia.
- FIBA Oceania:  Australia (Campionesse d'Oceania).

La divisione in gironi per la prima fase sarà:
| Gruppo A - Corea del Sud - Argentina - Brasile - Spagna | Gruppo B - Lituania - Senegal - Canada - Australia | Gruppo C - Stati Uniti - Russia - Nigeria - Cina | Gruppo D - Francia - Cuba - Taiwan - Rep. Ceca |

## Sedi delle partite
| Gruppo      | Città     | Impianto              | Capienza |
| ----------- | --------- | --------------------- | -------- |
| A, B        | San Paolo | Ibirapuera Gymnasium  | 11.000   |
| C, D        | Barueri   | José Correa Gymnasium | 4.850    |
| Fase Finale | San Paolo | Ibirapuera Gymnasium  | 11.000   |

## Arbitri
Per il torneo la FIBA ha selezionato 25 arbitri professionisti:
| - Antonio Conde - Chantal Julien - Diego Hernan Rougier - Elena Chernova - Fátima Aparecida da Silva - Gabriel Chiel Baum Spalter - Gabriela Schaer Araya - Gens Vadayattu Varghese - Heros Avanessian | - Ivo Dolinek - Karolina Andersson - Kestutis Pilipauskas - Moussa Ismaila Toure - Nadiene Renée Crowley - Nancy Etheir - Kok Yew Ho - Ling Peng | - Matej Boltauzer - Oscar Lefwerth - Philippe Leemann - Roberto Omar Smith - Sérgio de Jesus Pacheco - Susan Elaine Blauch - Vaughan Charles Mayberry - Vitalis Odhiambo Gode |

## Gironi di qualificazione
Le prime tre dei quattro gruppi passano ai due gironi di accesso ai quarti di finale, le ultime due di ogni girone disputano le gare per i posti dal tredicesimo al sedicesimo.

### Gruppo A
| Squadra          | P | V | P | PF  | PS  | Dif |
| ---------------- | - | - | - | --- | --- | --- |
| 1. Argentina     | 5 | 2 | 1 | 219 | 199 | +20 |
| 2. Brasile       | 5 | 2 | 1 | 243 | 222 | +21 |
| 3. Spagna        | 5 | 2 | 1 | 218 | 200 | +18 |
| 4. Corea del Sud | 3 | 0 | 3 | 207 | 266 | -59 |

| 12 settembre 2006 | Corea del Sud | 57 – 87 | Spagna |  |

| 12 settembre 2006 | Argentina | 69 – 71 | Brasile |  |

| 13 settembre 2006 | Spagna | 64 – 77 | Argentina |  |

| 13 settembre 2006 | Brasile | 106 – 86 | Corea del Sud |  |

| 14 settembre 2006 | Corea del Sud | 64 – 73 | Argentina |  |

| 14 settembre 2006 | Brasile | 66 – 67 | Spagna |  |

### Gruppo B
| Squadra      | P | V | P | PF  | PS  | Dif |
| ------------ | - | - | - | --- | --- | --- |
| 1. Australia | 6 | 3 | 0 | 194 | 120 | +74 |
| 2. Lituania  | 5 | 2 | 1 | 158 | 123 | +35 |
| 3. Canada    | 4 | 1 | 2 | 188 | 245 | -57 |
| 4. Senegal   | 3 | 0 | 3 | 182 | 234 | -52 |

| 12 settembre 2006 | Lituania | 0 – 2 | Australia |  |

| 12 settembre 2006 | Senegal | 64 – 65 | Canada |  |

| 13 settembre 2006 | Canada | 58 – 84 | Lituania |  |

| 13 settembre 2006 | Australia | 95 – 55 | Senegal |  |

| 14 settembre 2006 | Lituania | 74 – 63 | Senegal |  |

| 14 settembre 2006 | Canada | 65 – 97 | Australia |  |

### Gruppo C
| Squadra        | P | V | P | PF  | PS  | Dif |
| -------------- | - | - | - | --- | --- | --- |
| 1. Stati Uniti | 6 | 3 | 0 | 288 | 198 | +90 |
| 2. Russia      | 5 | 2 | 1 | 250 | 206 | +42 |
| 3. Cina        | 4 | 1 | 2 | 209 | 264 | -55 |
| 4. Nigeria     | 3 | 0 | 3 | 155 | 234 | -79 |

| 12 settembre 2006 | Russia | 84 – 50 | Nigeria |  |

| 12 settembre 2006 | Stati Uniti | 119 – 72 | Cina |  |

| 13 settembre 2006 | Cina | 66 – 86 | Russia |  |

| 13 settembre 2006 | Nigeria | 46 – 79 | Stati Uniti |  |

| 14 settembre 2006 | Stati Uniti | 90 – 80 | Russia |  |

| 14 settembre 2006 | Nigeria | 59 – 71 | Cina |  |

### Gruppo D
| Squadra      | P | V | P | PF  | PS  | Dif |
| ------------ | - | - | - | --- | --- | --- |
| 1. Rep. Ceca | 5 | 2 | 1 | 224 | 185 | +39 |
| 2. Francia   | 5 | 2 | 1 | 235 | 204 | +31 |
| 3. Cuba      | 5 | 2 | 1 | 204 | 216 | -12 |
| 4. Taiwan    | 3 | 0 | 3 | 210 | 268 | -58 |

| 12 settembre 2006 | Francia | 62 – 58 | Rep. Ceca |  |

| 12 settembre 2006 | Cuba | 75 – 70 | Taiwan |  |

| 13 settembre 2006 | Taiwan | 68 – 100 | Francia |  |

| 13 settembre 2006 | Rep. Ceca | 73 – 51 | Cuba |  |

| 14 settembre 2006 | Taiwan | 72 – 93 | Rep. Ceca |  |

| 14 settembre 2006 | Francia | 73 – 78 | Cuba |  |

## Gironi di accesso ai quarti di finale
Le prime quattro dei due gruppi passano ai quarti di finale, le ultime due di ogni girone disputano le gare per i posti dal nono al dodicesimo. Le squadre si portano dietro i punti totalizzati nella prima fase a gironi, e si scontrano solo contro le squadre provenienti dall'altro girone.

### Gruppo E
| Squadra      | P  | V | P | PF  | PS  | Dif  |
| ------------ | -- | - | - | --- | --- | ---- |
| B1 Australia | 12 | 6 | 0 | 431 | 310 | +121 |
| A3 Spagna    | 10 | 4 | 2 | 446 | 384 | +59  |
| A2 Brasile   | 10 | 4 | 2 | 482 | 412 | +70  |
| B2 Lituania  | 9  | 3 | 3 | 342 | 329 | +13  |
| A1 Argentina | 9  | 3 | 3 | 377 | 402 | -25  |
| B3 Canada    | 7  | 1 | 5 | 344 | 474 | -130 |

| 16 settembre 2006 | Lituania | 67 – 84 | Brasile |  |

| 16 settembre 2006 | Canada | 58 – 62 | Argentina |  |

| 16 settembre 2006 | Australia | 72 – 68 | Spagna |  |

| 17 settembre 2006 | Brasile | 73 – 82 | Australia |  |

| 17 settembre 2006 | Argentina | 47 – 62 | Lituania |  |

| 17 settembre 2006 | Spagna | 85 – 57 | Canada |  |

| 18 settembre 2006 | Lituania | 55 – 75 | Spagna |  |

| 18 settembre 2006 | Canada | 41 – 82 | Brasile |  |

| 18 settembre 2006 | Australia | 83 – 49 | Argentina |  |

### Gruppo F
| Squadra        | P  | V | P | PF  | PS  | Dif  |
| -------------- | -- | - | - | --- | --- | ---- |
| C1 Stati Uniti | 12 | 6 | 0 | 517 | 339 | +178 |
| D1 Rep. Ceca   | 10 | 4 | 2 | 438 | 404 | +34  |
| C2 Russia      | 9  | 3 | 3 | 493 | 446 | +47  |
| D2 Francia     | 9  | 3 | 3 | 414 | 410 | +4   |
| C3 Cina        | 9  | 3 | 3 | 421 | 477 | -56  |
| D3 Cuba        | 8  | 2 | 4 | 405 | 475 | -70  |

| 16 settembre 2006 | Francia | 74 – 64 | Russia |  |

| 16 settembre 2006 | Rep. Ceca | 79 – 73 | Cina |  |

| 16 settembre 2006 | Cuba | 50 – 90 | Stati Uniti |  |

| 17 settembre 2006 | Russia | 83 – 85 | Rep. Ceca |  |

| 17 settembre 2006 | Stati Uniti | 76 – 41 | Francia |  |

| 17 settembre 2006 | Cina | 73 – 70 | Cuba |  |

| 18 settembre 2006 | Cuba | 81 – 96 | Russia |  |

| 18 settembre 2006 | Francia | 64 – 66 | Cina |  |

| 18 settembre 2006 | Rep. Ceca | 50 – 63 | Stati Uniti |  |

## Fase di classificazione

### Dal 13º al 16º posto
|  | Torneo di qualificazione | Torneo di qualificazione | Torneo di qualificazione |               |        | Tredicesimo posto  | Tredicesimo posto  | Tredicesimo posto  |  |
|  |                          |                          |                          |               |        |                    |                    |                    |  |
|  | Nigeria                  | Nigeria                  | 77                       |               |        |                    |                    |                    |  |
|  | Nigeria                  | Nigeria                  | 77                       |               |        |                    |                    |                    |  |
|  | Taiwan                   | Taiwan                   | 81                       |               |        |                    |                    |                    |  |
|  | Taiwan                   | Taiwan                   | 81                       |               | Taiwan | Taiwan             | 52                 |                    |  |
|  |                          |                          |                          |               | Taiwan | Taiwan             | 52                 |                    |  |
|  |                          |                          | Corea del Sud            | Corea del Sud | 73     |                    |                    |                    |  |
|  | Corea del Sud            | Corea del Sud            | Corea del Sud            | Corea del Sud | 73     | 75                 |                    |                    |  |
|  | Corea del Sud            | Corea del Sud            |                          |               |        | 75                 |                    |                    |  |
|  | Senegal                  | Senegal                  | 69                       |               |        | Quindicesimo posto | Quindicesimo posto | Quindicesimo posto |  |
|  | Senegal                  | Senegal                  | 69                       |               |        |                    |                    |                    |  |
|  |                          |                          |                          |               |        |                    |                    |                    |  |
|  |                          |                          |                          |               |        | Senegal            | Senegal            | 66                 |  |
|  |                          |                          |                          |               |        | Senegal            | Senegal            | 66                 |  |
|  |                          |                          |                          |               |        | Nigeria            | Nigeria            | 64                 |  |

### Dal 9º al 12º posto
|  | Torneo di qualificazione | Torneo di qualificazione | Torneo di qualificazione |        |           | Nono posto       | Nono posto       | Nono posto       |  |
|  |                          |                          |                          |        |           |                  |                  |                  |  |
|  | Argentina                | Argentina                | 76                       |        |           |                  |                  |                  |  |
|  | Argentina                | Argentina                | 76                       |        |           |                  |                  |                  |  |
|  | Cuba                     | Cuba                     | 73                       |        |           |                  |                  |                  |  |
|  | Cuba                     | Cuba                     | 73                       |        | Argentina | Argentina        | 74               |                  |  |
|  |                          |                          |                          |        | Argentina | Argentina        | 74               |                  |  |
|  |                          |                          | Canada                   | Canada | 57        |                  |                  |                  |  |
|  | Cina                     | Cina                     | Canada                   | Canada | 57        | 61               |                  |                  |  |
|  | Cina                     | Cina                     |                          |        |           | 61               |                  |                  |  |
|  | Canada                   | Canada                   | 65                       |        |           | Undicesimo posto | Undicesimo posto | Undicesimo posto |  |
|  | Canada                   | Canada                   | 65                       |        |           |                  |                  |                  |  |
|  |                          |                          |                          |        |           |                  |                  |                  |  |
|  |                          |                          |                          |        |           | Cuba             | Cuba             | 71               |  |
|  |                          |                          |                          |        |           | Cuba             | Cuba             | 71               |  |
|  |                          |                          |                          |        |           | Cina             | Cina             | 68               |  |

## Fase Finale a eliminazione diretta (San Paolo)
|  | Quarti di finale                    | Quarti di finale                    |                                     |         | Semifinali                | Semifinali                |  |  | Finale                              | Finale |
|  |                                     |                                     |                                     |         |                           |                           |  |  |                                     |        |
|  | 20 settembre 2006 15:15 - San Paolo |                                     |                                     |         |                           |                           |  |  |                                     |        |
|  |                                     |                                     |                                     |         |                           |                           |  |  |                                     |        |
|  | Spagna                              | 56                                  |                                     |         |                           |                           |  |  |                                     |        |
|  | Spagna                              | 56                                  | 21 settembre 2006 19:45 - San Paolo |         |                           |                           |  |  |                                     |        |
|  | Russia                              | 60                                  |                                     |         |                           |                           |  |  |                                     |        |
|  | Russia                              | 60                                  | Russia                              | 75      |                           |                           |  |  |                                     |        |
|  | 20 settembre 2006 19:45 - San Paolo |                                     | Russia                              | 75      |                           |                           |  |  |                                     |        |
|  |                                     | Stati Uniti                         | 68                                  |         |                           |                           |  |  |                                     |        |
|  | Stati Uniti                         | Stati Uniti                         | 68                                  | 90      |                           |                           |  |  |                                     |        |
|  | Stati Uniti                         |                                     | 23 settembre 2006 14:00 - San Paolo | 90      |                           |                           |  |  |                                     |        |
|  | Lituania                            | 56                                  |                                     |         |                           |                           |  |  |                                     |        |
|  | Lituania                            | 56                                  | Russia                              | 74      |                           |                           |  |  |                                     |        |
|  | 20 settembre 2006 13:00 - San Paolo |                                     | Russia                              | 74      |                           |                           |  |  |                                     |        |
|  |                                     | Australia                           | 91                                  |         |                           |                           |  |  |                                     |        |
|  | Rep. Ceca                           | Australia                           | 91                                  | 51      |                           |                           |  |  |                                     |        |
|  | Rep. Ceca                           | 21 settembre 2006 15:15 - San Paolo |                                     | 51      |                           |                           |  |  |                                     |        |
|  | Brasile                             | 75                                  |                                     |         |                           |                           |  |  |                                     |        |
|  | Brasile                             | 75                                  | Brasile                             | 76      | Finale per il terzo posto | Finale per il terzo posto |  |  |                                     |        |
|  | 20 settembre 2006 17:30 - San Paolo |                                     | Brasile                             | 76      | Finale per il terzo posto | Finale per il terzo posto |  |  |                                     |        |
|  |                                     | Australia                           | 88                                  |         |                           |                           |  |  |                                     |        |
|  | Australia                           | Australia                           | 88                                  | 79      | Stati Uniti               | 99                        |  |  |                                     |        |
|  | Australia                           |                                     |                                     | 79      | Stati Uniti               | 99                        |  |  |                                     |        |
|  | Francia                             | 66                                  |                                     | Brasile | 59                        |                           |  |  |                                     |        |
|  | Francia                             | 66                                  |                                     |         | 59                        |                           |  |  |                                     |        |
|  |                                     |                                     |                                     |         |                           |                           |  |  | 23 settembre 2006 09:30 - San Paolo |        |
|  |                                     |                                     |                                     |         |                           |                           |  |  |                                     |        |

### Dal 5º all'8º posto
|  | Torneo di qualificazione | Torneo di qualificazione | Torneo di qualificazione |          |         | Quinto posto  | Quinto posto  | Quinto posto  |  |
|  |                          |                          |                          |          |         |               |               |               |  |
|  | Rep. Ceca                | Rep. Ceca                | 78 (OT)                  |          |         |               |               |               |  |
|  | Rep. Ceca                | Rep. Ceca                | 78 (OT)                  |          |         |               |               |               |  |
|  | Francia                  | Francia                  | 79                       |          |         |               |               |               |  |
|  | Francia                  | Francia                  | 79                       |          | Francia | Francia       | 79            |               |  |
|  |                          |                          |                          |          | Francia | Francia       | 79            |               |  |
|  |                          |                          | Lituania                 | Lituania | 73      |               |               |               |  |
|  | Spagna                   | Spagna                   | Lituania                 | Lituania | 73      | 71            |               |               |  |
|  | Spagna                   | Spagna                   |                          |          |         | 71            |               |               |  |
|  | Lituania                 | Lituania                 | 80                       |          |         | Settimo posto | Settimo posto | Settimo posto |  |
|  | Lituania                 | Lituania                 | 80                       |          |         |               |               |               |  |
|  |                          |                          |                          |          |         |               |               |               |  |
|  |                          |                          |                          |          |         | Rep. Ceca     | Rep. Ceca     | 57            |  |
|  |                          |                          |                          |          |         | Rep. Ceca     | Rep. Ceca     | 57            |  |
|  |                          |                          |                          |          |         | Spagna        | Spagna        | 49            |  |

## Classifica finale
| Campione del Mondo | Campione del Mondo | Campione del Mondo |
| --- | ------------------ | --- |
| Australia4 Phillips, 5 Bevilaqua, 6 Screen, 7 Taylor, 8 Randall, 9 Grima, 10 Harrower, 11 Summerton, 12 Snell, 13 Whittle, 14 McInerny, 15 Jackson, All. Jan Stirling |                    | |
| Argento | Russia             | Russia4 Artešina, 5 Rachmatulina, 6 Vodop'janova, 7 Demagina, 8 Abrosimova, 9 Šč'egoleva, 10 Korstin, 11 Stepanova, 12 Karpunina, 13 Karpova, 14 Osipova, 15 Lisina, All. Igor' Grudin                |
| Bronzo | Stati Uniti        | Stati Uniti4 Beard, 5 Augustus, 6 Bird, 7 Swoopes, 8 Milton-Jones, 9 Ford, 10 Catchings, 11 Thompson, 12 Taurasi, 13 Snow, 14 Smith, 15 Parker, All. Anne Donovan                                     |
| 4. | Brasile            | Brasile4 Adrianinha, 5 Helen, 6 Karen, 7 Micaela, 8 Iziane, 9 Janeth, 10 Silvinha, 11 Êga, 12 Érika, 13 Alessandra, 14 Cíntia Tuiú, 15 Kelly, All. Antônio Barbosa                                    |
| 5. | Francia            | Francia4 Beikes, 5 Le Dréan, 6 Dumerc, 7 Gruda, 8 Hermouet, 9 Sauret, 10 Lesdema, 11 Gomis, 12 Badé, 13 Dijon, 14 Ndongue, 15 Godin, All. Alain Jardel                                                |
| 6. | Lituania           | Lituania4 Čiūdarienė, 5 Brazdeikytė, 6 Rinkevičiūtė, 7 Štreimikytė, 8 Bimbaitė, 9 Valentienė, 10 Briedytė, 11 Razmaitė, 12 Kuktienė, 13 Valužytė, 14 Šulčiūtė, 15 Petronytė, All. Algirdas Paulauskas |
| 7. | Rep. Ceca          | Rep. Ceca4 Veselá, 5 Večeřová, 6 Johnová, 7 Hartigová, 8 Uhrová, 9 Machová, 10 Mokrošová, 11 Pavlíčková, 12 Křížová, 13 Kulichová, 14 Klimešová, 15 Vítečková, All. Jan Bobrovský                     |
| 8. | Spagna             | Spagna4 Pina, 5 Fernández, 6 Palau, 7 Sánchez, 8 Domínguez, 9 Seguí, 10 Aguilar, 11 Martínez, 12 Montañana, 13 Valdemoro, 14 Montesdeoca, 15 Pascua, All. Domingo Díaz                                |
| 9. | Argentina          | Argentina4 Nicolini, 5 Soberón, 6 Liñeira, 7 Vega, 8 Ríos, 9 Chesta, 10 Gatti, 11 Paoletta, 12 Fernández, 13 Landra, 14 Sánchez, 15 Pavón, All. Eduardo Pinto                                         |
| 10. | Canada             | Canada4 Townsend, 5 Gabriele, 6 Adrian, 7 Grenier, 8 Smith, 9 Crooks, 10 Watson, 11 Brown, 12 Brassard, 13 Johnson, 14 Aubry, 15 Sutton-Brown, All. Allison McNeill                                   |
| 11. | Cuba               | Cuba4 Romero, 5 Suero, 6 Plutín, 7 Gelis, 8 Soria, 9 Amargo, 10 Boulet, 11 Martínez, 12 Calvo, 13 Oquendo, 14 Rodríguez, 15 Ávila, All. Armando Acosta                                                |
| 12. | Cina               | Cina4 Song X., 5 Bian, 6 Jia, 7 Zhang W., 8 Miao, 9 Ren, 10 Sui, 11 Song L., 12 Chen X., 13 Liu, 14 Zhang X., 15 Chen N., All. Tom Maher                                                              |
| 13. | Corea del Sud      | Corea del Sud4 Kang Y., 5 Choe, 6 Kim S., 7 Kim E., 8 Lee, 9 Park, 10 Byeon, 11 Sin, 12 Hong, 13 Kim J., 14 Kim G., 15 Kang J., All. Yu Su-jong                                                       |
| 14. | Taiwan             | Taiwan4 Chen, 5 Chien, 6 Chiang, 7 Sun, 8 Lan, 9 Chu, 10 Wen, 11 Li, 12 Lin H., 13 Lin C., 14 Tsai, 15 Liu, All. Hung Ling-yao                                                                        |
| 15. | Senegal            | Senegal4 Dieng, 5 Diamé, 6 Sarr, 7 Aya Traoré, 8 Diouf, 9 Diatta, 10 As. Traoré, 11 Dia, 12 Doumbia, 13 N. Ndiaye, 14 A. Ndiaye, 15 Ngom, All. Maguette Diop                                          |
| 16. | Nigeria            | Nigeria4 Umoh, 5 Ogunoye, 6 Akiode, 7 Okorie, 8 Nwagbo, 9 Adebayo, 10 Mohammed, 11 Udoka, 12 Izidor, 13 Sanni, 14 Wylie, 15 Oha, All. Kevin Cook                                                      |

## Riconoscimenti Giocatrici

### MVP del Mondiale
- Penny Taylor -  Australia.

## Statistiche
Dati aggiornati al 23 settembre 2006, fine della manifestazione.

### Generali
- Totale partite disputate: 61
- Totale punti segnati: 4349
- Totale assist effettuati: 750

### Individuali
- Miglior realizzatrice: Lauren Jackson (  Australia ) - 21,3 punti/partita
- Migliore rimbalzista: Gisella Vega (  Argentina ) - 9,1 rimbalzi/partita
- Miglior donna assist: Itoro Umoh (  Nigeria ) - 5,8 assist/partita